# Втрати 205-ї окремої мотострілецької бригади (РФ)
У статті наведено подробиці поіменних втрат 205-ї окремої мотострілецької бригади Збройних сил РФ у різних військових конфліктах.

## Перша чеченська війна
| п/п | Прізвище, ім'я, по-батькові                                           | Звання            | Дата народження | Дата смерті |
| --- | --------------------------------------------------------------------- | ----------------- | --------------- | ----------- |
| 1.  | Алєксандров Георгій Миколайович (рос. Александров Георгий Николаевич) | рядовий           | 23.02.1976      | 09.06.1995  |
| 2.  | Яковлєв Олександр Вікторович (рос. Яковлев Александр Викторович)      | рядовий           | 04.09.1976      | 08.03.1996  |
| 3.  | Кравцов Станіслав Едуардович (рос. Кравцов Станислав Эдуардович)      | капітан           | 02.05.1970      | 08.08.1996  |
| 4.  | Потиліцин Віталій Миколайович (рос. Потылицын Виталий Николаевич)     | старший лейтенант | 19.05.1973      | 17.08.1996  |
| 5.  | Алєксєєв Едуард Костянтинович (рос. Алексеев Эдуард Константинович)   | сержант           | 25.05.1974      | 20.09.1996  |

## Друга чеченська війна
| п/п | Прізвище, ім'я, по-батькові                                   | Звання  | Дата народження | Дата смерті |
| --- | ------------------------------------------------------------- | ------- | --------------- | ----------- |
| 1.  | Перов Дмитро Олександрович (рос. Перов Дмитрий Александрович) | рядовий | 20.04.1980      | 13.08.1999  |

## Російсько-українська війна
| п/п | Прізвище, ім'я, по-батькові                                          | Звання            | Дата народження | Дата смерті   |
| --- | -------------------------------------------------------------------- | ----------------- | --------------- | ------------- |
| 1.  | Мануйлов Олег Георгієвич (рос. Мануйлов Олег Георгиевич)             | рядовий           | 28.10.2000      | 24.02.2022    |
| 2.  | Кузнєцов Дмитро Олегович (рос. Кузнецов Дмитрий Олегович)            | старший лейтенант | 27.11.1996      | 02.03.2022    |
| 3.  | Середа Максим Юрійович (рос. Середа Максим Юрьевич)                  |                   | 10.11.2000      | 07.03.2022    |
| 4.  | Новоселицький Фелікс Євгенович (рос. Новоселицкий Феликс Евгеньевич) | єфрейтор          | 08.10.2002      | 07.03.2022    |
| 5.  | Мєщєряков Олександр Васильович (рос. Мещеряков Александр Валерьевич) | єфрейтор          | 4.05.2001       | 11.03.2022    |
| 6.  | Данечкін Кирило Васильович (рос. Данечкин Кирилл Васильевич)         | капітан           | 21.05.1991      | 16.03.2022    |
| 7.  | Вайберт Андрій Володимирович (рос. Вайберт Андрей Владимирович)      | єфрейтор          | 26.01.2000      | 18.03.2022    |
| 8.  | Єгоров Сергій Андрійович (рос. Егоров Сергей Андреевич)              |                   | 27.08.2002      | 12.05.2022    |
| 9.  | Зєлєв Ілля Павлович (рос. Зелев Илья Павлович)                       | молодший сержант  |                 | 31.07.2022    |
| 10. | Трєскін Антон (рос. Трескин Антон)                                   | лейтенант         |                 | до 21.09.2022 |
| 11. | Крисін Євген Миколайович (рос. Крысин Евгений Николаевич)            |                   | 27.07.1977      | 06.11.2022    |
| 12. | Абрамцев Сергій Геннадійович (рос. Абрамцев Сергей Геннадьевич)      | старший сержант   | 08.07.1986      | 03.07.2023    |
| 13. | Протасов Василь Юрійович (рос. Протасов Василий Юрьевич)             | старший сержант   |                 | 09.08.2023    |
| 14. | Степанов Денис Ігорович (рос. Степанов Денис Игоревич)               | лейтенант         | 23.06.1997      | 17.09.2023    |
| 15. | Верьовкін Іван Вікторович (рос. Верёвкин Иван Викторович)            | рядовий           | 10.07.1985      | 28.11.2023    |

## Війна у Сирії
| п/п | Прізвище, ім'я, по-батькові                                         | Звання   | Дата народження | Дата смерті |
| --- | ------------------------------------------------------------------- | -------- | --------------- | ----------- |
| 1.  | Афанасов Микола Юрійович (рос. Афанасов Николай Юрьевич)            | капітан  | 09.04.1984      | 10.07.2017  |
| 2.  | Коломойцев Іван Костянтинович (рос. Коломойцев Иван Константинович) | єфрейтор | 21.09.1992      | 06.03.2018  |

## Збройний конфлікт на Північному Кавказі
| п/п | Прізвище, ім'я, по-батькові        | Звання       | Дата народження | Дата смерті |
| --- | ---------------------------------- | ------------ | --------------- | ----------- |
| 1.  | Конопляник К. (рос. Конопляник К.) | підполковник |                 | 29.01.2018  |